# Episodi di Bull (quinta stagione)
La quinta stagione della serie televisiva Bull, composta da 16 episodi, viene trasmessa in prima visione negli Stati Uniti d'America sul canale CBS dal 16 novembre 2020.
In Italia, la prima parte della stagione (episodi nº 1-8) è stata trasmessa in prima visione assoluta su Rai 2 dal 18 aprile al 6 giugno 2021; la seconda parte della stagione (episodi nº 9-16) è stata trasmessa in prima visione assoluta dal 17 settembre all'8 ottobre 2021.
| n° | Titolo originale         | Titolo italiano          | Prima Tv USA     | Prima Tv Italia   |
| -- | ------------------------ | ------------------------ | ---------------- | ----------------- |
| 1  | My Corona                | Effetto Corona           | 16 novembre 2020 | 18 aprile 2021    |
| 2  | The Great Divide         | Un caso per due          | 23 novembre 2020 | 25 aprile 2021    |
| 3  | Prison Break             | Costretta ad evadere     | 30 novembre 2020 | 2 maggio 2021     |
| 4  | The Ex Factor            | Ex Factor                | 14 dicembre 2020 | 9 maggio 2021     |
| 5  | Fallen Idols             | Miti infranti            | 4 gennaio 2021   | 16 maggio 2021    |
| 6  | To Save a Life           | Salvare una vita         | 18 gennaio 2021  | 30 maggio 2021    |
| 7  | The Head of the Goat     | Capro espiatorio         | 25 gennaio 2021  | 6 giugno 2021     |
| 8  | Cloak and Beaker         | Una vita per la vita     | 8 febbraio 2021  | 6 giugno 2021     |
| 9  | The Bad Client           | Lo spirito del tempo     | 22 febbraio 2021 | 17 settembre 2021 |
| 10 | The Boy Who Cried Murder | Eredità mortale          | 15 marzo 2021    | 17 settembre 2021 |
| 11 | Truth and Consequences   | Verità e riconciliazione | 12 aprile 2021   | 24 settembre 2021 |
| 12 | Evidence to the Contrary | Prova contraria          | 19 aprile 2021   | 25 settembre 2021 |
| 13 | Law of the Jungle        | La legge della giungla   | 26 aprile 2021   | 1º ottobre 2021   |
| 14 | Under the Influence      | Il ladro poeta           | 3 maggio 2021    | 2 ottobre 2021    |
| 15 | Snatchback               | Recupero minori          | 10 maggio 2021   | 2 ottobre 2021    |
| 16 | A Friend in Need         | Fidati di me             | 17 maggio 2021   | 8 ottobre 2021    |

## Effetto Corona
- Titolo originale: My Corona
- Diretto da: Glenn Gordon Caron
- Scritto da: Glenn Gordon Caron

### Trama
Bull e il team della TAC lottano per adattarsi a un sistema giudiziario virtuale mentre resistono alla chiusura della città di New York a causa del COVID-19. Bull inoltre resta incosciente per cinque giorni a causa della febbre alta sognando di essere in tribunale e dover mettere in pratica il suo sapere ascoltando i giurati senza poterli vedere. Per fortuna al risveglio si rende conto che era tutto un sogno e riceve buone notizie su come sarà impostata la nuova disposizione della giuria in tribunale.
- Ascolti USA: 4 470 000 telespettatori[1]
- Ascolti Italia: telespettatori 1 011 000 – share 3,90%[2]

## Un caso per due
- Titolo originale: The Great Divide
- Diretto da: Michael Weatherly
- Scritto da: Pamela Wechsler

### Trama
Il team della TAC sperimenta un conflitto di interessi in tribunale quando Benny rappresenta il querelante e Chunk rappresenta la difesa nella stessa causa civile, dove una madre fa causa a una giovane artista: la ragazza ha ospitato la figlia della querelante ed il suo ragazzo in un edificio fatiscente, il cui crollo ha provocato la morte della coppia. Il processo si conclude con una sentenza salomonica; Benny inoltre riceve la proposta di candidarsi come procuratore di New York.
- Guest star: Mercedes Ruehl (Giudice Hudson), Dana Wheeler-Nicholson (Evelyn Waters), Sasha Frolova (Lily Knowles), Donovan Christie, Jr. (ADA Kiehl), Ben Jaeger-Thomas (David Deacon), Niguel Quinn (Reggie Craven), Jennifer Roszell (Denise Danford), Nina Kassa (giurato #3/Cheryl), Jim Walton (giurato #7), Giancarlo Carmona (giurato #17), Drae Campbell (giurato #30/Lisa).
- Ascolti USA: 4 670 000 telespettatori[3]
- Ascolti Italia: telespettatori 992 000 – share 3,90%[4]

## Costretta ad evadere
- Titolo originale: Prison Break
- Diretto da: Eric Stoltz
- Scritto da: Nichole Millard e Kathryn Price

### Trama
Bull assiste Chunk mentre rappresenta una detenuta della clinica di assistenza legale della sua scuola di legge, una donna accusata di aver ucciso una guardia mentre cercava di scappare durante un trasporto in prigione. Mentre l'accusa sostiene che la donna ha sparato alla guardia mentre cercava di fuggire, Chunk sostiene che fosse stata falsamente accusata da una guardia che ha tentato di aggredirla sessualmente durante il trasporto.
- Guest star: Britne Oldford (Ronnie Vincent), Jenine Serralles (ADA Michelle Rios), Janis Dardaris (giudice Dalton), Brit Whittle (Dave Whitney), Jacob Pitts (Roland Terrell), Wadi Jones (Darius Jones), Charles Everett (detective Stallard), Mandy Gonzalez (Patricia Ariaz), Ted Koch (Teddy Higgins), Oge Agulué (responsabile dell'ESU).
- Ascolti USA: 4 900 000 telespettatori[5]
- Ascolti Italia: telespettatori 1 204 000 – share 4,84%[6]

## Ex Factor
- Titolo originale: The Ex Factor
- Diretto da: Dan Lerner
- Scritto da: Marissa Matteo e Glenn Gordon Caron

### Trama
Il Natale della TAC è poco allegro. Bull e Benny rappresentano Marissa e il suo ex marito Greg in un tribunale federale dopo che sono stati accusati di riciclaggio di denaro sporco e frode reati connessi al ristorante di Greg. Mentre Bull e Benny difendono congiuntamente la coppia che sta divorziando, in modo che l'accusa non possa usarli l'uno contro l'altro, cercano giurati che possano credere che Marissa non fosse a conoscenza degli affari di Greg. Inoltre, mentre Bull e Izzy si preparano a battezzare Astrid prima delle vacanze di Natale, si ritrovano in un vicolo cieco riguardo a ciò che vogliono dalla loro rinnovata relazione. Greg si accorda facendo cadere le accuse su Marissa in cambio di testimoniare contro il suo socio e trentasei mesi di carcere. Alla vigilia di Natale Izzy chiede a Bull di sposarla.
- Guest star: David Furr (Greg).
- Ascolti USA: 5 140 000 telespettatori[7]
- Ascolti Italia: telespettatori 1 049 000 – share 4,30%[8]

## Miti infranti
- Titolo originale: Fallen Idols
- Diretto da: Kevin Berlandi
- Scritto da: Steven Paul Martinez

### Trama
Bull e Benjamin devono difendere un pastore accusato dell'omicidio della moglie: durante le indagini si scopre che il pastore ha un amante uomo e che la moglie aveva un'amante donna. Jason è preoccupato prima che i giurati penseranno che l'accusato ha ucciso la consorte per evitare che divulgasse il suo segreto, e poi che penseranno che l'ha uccisa perché voleva lasciarlo. Indagando scoprono che la donna è stata uccisa da colui che amministrava i fondi della chiesa e che sottraeva il denaro alla congregazione.
- Guest star: Rey Lucas (Liam Wright), Natalie Roy (Olivia Wright), Janel Moloney (ADA Sutherland), Todd Susman (giudice Cleary), Daoud Heidami (Richard Newhouse), Scott Aiello (detective Daniels), Nemuna Ceesay (Britney Lang), Jacob Gutierrez (Cole Adkins), Lia Lando (giornalista), Brian Corrigan (Deacon), Lucy Martin (Elderly Woman), Rachel Lin (Erica), Eddie Yu (James), Wolfe Jin (Zach), Kath-Ann Hart (giurato #8/presidente della giuria), Bartley Booz (giurato #12).
- Ascolti USA: 5 620 000 telespettatori[9]
- Ascolti Italia: telespettatori 1 063 000 – share 4,30%[10]

## Salvare una vita
- Titolo originale: To Save a Life
- Diretto da: Bethany Rooney
- Scritto da: Chamblee Smith

### Trama
Bull e Chunk rappresentano un medico del pronto soccorso che è stato citato in giudizio per negligenza dopo aver ignorato gli ordini diretti di salvare un paziente moribondo per aiutarne un altro anch'egli gravemente ferito. All'inizio del voir dire, cercano di selezionare giurati che possano considerare l'idea che il loro cliente abbia preso la migliore decisione possibile in una situazione impossibile.
- Guest star: Caris Vujcec (dottoressa Kendra Collier), Amber Gray (dottore Kinsey), Teagle F. Bougere (dottor Park), Denise Pillott (infermiera del paziente femminile), Joe Grifasi (giudice Rand), Eric Carter (giurato #3), Jake Golberg (giurato #6/Karl Langford), Kana Hatakeyama (giurato #11), Leenya Rideout (giurato #21), Maddie Corman (Marcia Grossman), Liza Fernandez (infermiera Darna Bautista), Reggie Talley (autista Taxi), Rami Margron (dottore del Triage), Jeff Gorcyca (tecnico), Myrna Cabello (Mrs. Watkins).
- Ascolti USA: 4 680 000 telespettatori[11]
- Ascolti Italia: telespettatori 713 000 – share 3,80%[12]

## Capro espiatorio
- Titolo originale: The Head of the Goat
- Diretto da: Mike Smith
- Scritto da: Sarah H. Haught

### Trama
Bull e Benny organizzano un difficile processo difensivo federale per una giovane madre accusata di aver aiutato il marito estremista in un atto di terrorismo domestico. Quando il caso controverso fa notizia, l'impegno di Benny nei confronti del TAC complica la sua fiorente carriera politica.
- Guest star: Daisy Garrison (Alicia), Celeste Oliva (giovane AUSA), Deborah Hedwall (giudice Hancock), Kim Ramirez (agente Dean), Daniel Passaro (agente Easley), Alan R. Rodriguez (agente Marquez), Brian Gallagher (agente ATF Jackson Miller), Stacey Oristano (Monica Miller), Sammy Dell (Patrick Miller), Drew Logan Levy (Teddy Miller), Aiden Murray (Max), Tricia Alexandro (Mrs. Renfrow), Kelvin Hale (funzionario del tribunale), Donovan Christie, Jr. (ADA Kiehl), Sprague Theobald (Vincent Moreau), Jen Jacob (giurato #1/Amanda Liddell), Brian Faherty (giurato #8/Coach Davis).
- Ascolti USA: 5 380 000 telespettatori[13]
- Ascolti Italia: telespettatori 1 188 000 – share 5,50%[14]

## Una vita per la vita
- Titolo originale: Cloak and Beaker
- Diretto da: Dennis Smith
- Scritto da: Steven Paul Martinez

### Trama
Bull si dirige alla corte federale per un cliente accusato di aver rubato la propria ricerca scientifica dall'azienda per cui lavora, una società che dice ha seppellito il suo lavoro rivoluzionario perché vendere farmaci è più redditizio che curare malattie.
- Guest star: Matt Dellapina (Eric Rentzel), Frank Wood (dottore Edwin Pruitt), Ollie Robinson (Mauricio Rentzel), Victor Williams (AUSA Rosenberg), Hollis McCarthy (giudice Raney), Avery Glymph (agente speciale FBI Braxton), Tess Rutherford (giurato #4/Tabitha Irons), John Hedges (giurato #6), Megan Channell (Rachel), David Shumbris (ufficiale), T. Ryder Smith (dottore Latham), Lauren Sharpe (Nera Rhineglass).
- Ascolti USA: 5 220 000 telespettatori[15]
- Ascolti Italia: telespettatori 1 013 000 – share 5,60%[14]

## Lo spirito del tempo
- Titolo originale: The Base Client
- Diretto da: Eric Stoltz
- Scritto da: Travis Donnelly

### Trama
La personalità televisiva di un noto programma legale, Madeline McBride, è convinta che Jeremy Brennan sia colpevole di aver stuprato e ucciso la sua figliastra Kaylee, anche se la polizia non ha effettuato il suo arresto. Le affermazioni di Madeline fanno sì che Jeremy sia costantemente molestato, portandolo a intentare una causa assieme a sua moglie, la madre di Kaylee. La TAC vuole convincere la giuria che McBride ha la protezione del primo emendamento, ma Bull e Benny sono colti di sorpresa quando McBride continua a prendere di mira Brennan nel suo programma durante il processo. Ancora peggio, Brennan si suicida e la sua terapeuta testimonia che soffriva di depressione. La difesa si indebolisce ulteriormente quando un altro uomo confessa lo stupro e l'omicidio. Nonostante i migliori sforzi di TAC, McBride viene dichiarata colpevole e condannata a pagare un risarcimento di 2,5 milioni di dollari. Inoltre McBride viene licenziata dalla sua rete televisiva, ma assicura a Bull e Benny che la pubblicità generata dal processo le farà ottenere facilmente un lavoro da qualche altra parte. Nel frattempo, Danny scopre che non solo suo padre è morto, ma anche che era tornato a New York da qualche anno senza dirglielo.
- Guest star: Callie Thorne (Madeline McBride), Stacey Roca (Tracey Brennan), Victor Slezak (Eric Godford), Mark Zeisler (giudice Sullivan), Michael Park (Keith Watkins), Boris Granolik (Jeremy Brennan), Brande Burre (dottore Soto), Becca Nevins (Carla Cowley), Enid Graham (giudice Wallace), Gabriel Lopez (uomo in movimento), Hannah Sullivan (giurato #22/presidente della giuria), Kenita R. Miller (giurato #7), Chris Blisset (giurato #14).
- Ascolti Italia: telespettatori 818 000 – share 4,20%[16]

## Eredità mortale
- Titolo originale: The Boy Who Cried Murder
- Diretto da: Dennis Smith
- Scritto da: Zyana Salazar

### Trama
Dopo il funerale per la sua migliore amica Miriam, Izzy viene avvicinata dal figlio più giovane di Miriam, Taj, che sospetta che la morte di sua madre non sia stata accidentale. Il motivo: Taj ha trovato l'orecchino di sua madre nella sua camera da letto al piano di sopra, che è sicuro indossasse quando è andato a trovarlo a scuola il giorno in cui è morta. La polizia aveva riferito che era caduta da una scala al piano inferiore della casa. Izzy chiede a Bull di presentare una petizione alla corte per far riesumare il corpo della sua migliore amica. Nonostante le obiezioni del padre e del fratello maggiore di Taj, il corpo di Miriam viene riesumato e le prove indicano una frattura del cranio incompatibile con una caduta su una superficie piana. Dopo un giorno al processo, il fratello di Taj, Arin, si avvicina a Bull e Benny, supplicandoli di interrompere il processo prima che Taj, che ha una storia di abuso di droghe, venga messo sul banco dei testimoni. Tuttavia, in seguito diventa chiaro il motivo per cui Arin voleva che il processo venisse interrotto. Infatti, dal dibattito emerge che Arin è l'assassino involontario della donna dovuto ad una violenza lite per questioni economiche visto la necessità del figlio di ottenere centomila dollari per salvare la sua azienda dall'ennesimo fallimento.
- Ascolti Italia: telespettatori 665 000 – share 4,50%[16]

## Verità e riconciliazione
- Titolo originale: Truth and Consequences
- Diretto da: Deborah Reinisch
- Scritto da: Gia Gordon

### Trama
12 anni prima, il detective Kaminsky arresta Arthur Craddick per l'omicidio dello spacciatore Ivan Kovolchuk e della figlia neonata. L'arresto di Arthur si basa esclusivamente sulla testimonianza di un testimone oculare e Bull, allora psicologo forense, appare al processo come perito per confutare la validità della testimonianza. Ciononostante, Arthur viene condannato a 25 anni di prigione. Convinto che Arthur sia stato condannato perché aveva la giuria sbagliata, Bull è ispirato ad avviare la TAC, cercando Marissa per la sua prima assunzione. Al giorno d'oggi, Arthur assume Bull per aiutarlo con la sua proposta per un nuovo processo, basata su una confessione del mafioso Kiril Sidorenko. Sul letto di morte a causa del cancro, Sidorenko confessa in webcam che non potrebbe mai superare l'uccisione di un bambino. Tuttavia, la mozione di Arthur per un nuovo processo viene negata quando Sidorenko muore mentre si reca all'udienza. Bull riesce a far ridurre la condanna di Arthur a 18 anni, basandosi sulla scoperta delle confessioni di Sidorenko su diversi altri omicidi irrisolti. Questo rende Arthur idoneo per la libertà vigilata, e la squadra è in grado di ottenerla quando la moglie e madre delle vittime, Zasha Kovolchuk, testimonia, sotto la pressione esercitata dalle prove scoperte da Taylor, di aver ricevuto pagamenti mensili da Sidorenko per anni. Arthur e suo figlio, Leo, stanno festeggiando il suo rilascio quando la polizia arriva e arresta Leo per l'omicidio di Kaminsky, che non si è presentato per il secondo giorno dell'udienza per la libertà vigilata.
- Guest star: Cyrus Farmer (Arthur Craddick), Adams Desir (Leo Craddick), Ellen Adair (ADA Glover), Donnie Keshawarz (detective Kaminsky), Jana Joldzic (Zasha Kovolchuk), Elena Ouspenskaia (Karine Kovolchuk), Christine Toy Johnson (giudice Conway), Joris Stuyck (Kiril Sidorenko), Linus Ignatius (Ivan Kovolchuk), Stanley McClellan (Davis Duffield), Caitlin O'Connell (giudice del tribunale della famiglia in pensione/commissario Anna Schuster), Mike C. Waldron (capitano di polizia in pensione/commissario Harvey Bonecker), Chance Smith (giovane Leo), Marjorie Johnson (Mrs. Pierce), Mike Mitchell, Jr. (responsabile della stazione di servizio), Harry Chambarry (giudice), Todd Etelson (giurato/responsabile della giuria), John Noble Barrack (poliziotto NYPD), Kevin Bryant Rose (funzionario del tribunale).
- Ascolti Italia: telespettatori 839 000 – share 4,20%[17]

## Prova contraria
- Titolo originale: Evidence to the Contrary
- Diretto da: Carl Seaton
- Scritto da: Leland Jay Anderson

### Trama
Mentre la TAC difende Leo, accusato dell'omicidio di Kaminsky, diverse cose stanno compromettendo la sua difesa: numerosi testimoni che hanno visto Leo minacciare Kaminsky, il lavoro di attivista di Leo con Black Lives Matter, l'arresto durante una protesta e il fatto che l'impronta della mano di Leo è stata trovata sull'auto di Kaminsky. Altro danno risulta essere l'inclusione di un membro della giuria, costretto dal giudice a essere tra i dodici, dopo che TAC aveva già licenziato troppi giurati bianchi per i gusti del giudice. Mentre il processo sembra essere diretto verso una condanna, Arthur prende la parola e confessa l'omicidio, in seguito dicendo a TAC che sapeva per esperienza che Leo avrebbe probabilmente perso. Tuttavia, Danny e Taylor sono in grado di scoprire le prove che Kaminsky è stato ucciso da due colleghi poliziotti che erano coinvolti con lui in un giro di droga illegale. Il processo di Leo viene archiviato e un giudice decide di respingere l'accusa di falsa testimonianza di Arthur, dato che ha già scontato 12 anni per qualcosa che non ha fatto.
- Guest star: Cyrus Farmer (Arthur Craddick), Adams Desir (Leo Craddick), Ellen Adair (ADA Glover), Adrianna Mitchell (ADA Olson), Alma Cuervo (giudice Argawal), Brenda Crawley (giurato #7), Mike Menendez (giurato #19/Willard Goss), Molly Fahey (giurato #30), Zuzanna Szadkowski (Emily Kaminsky), Dimitri Carter (Ahmaud Coleman), Patricia R. Floyd (Faye Schiraldi), Michael Garin (giudice Monaghan), Ken Schwarz (addetto alle correzioni), Israel Acevedo (addetto alle prenotazioni), Javier E. Gomez (proprietario Bodega).
- Ascolti Italia: telespettatori 897 000 – share 4,50%[18]

## La legge della giungla
- Titolo originale: Law of the Jungle
- Diretto da: Joe Morton
- Scritto da: Marissa Matteo

### Trama
Holly Kerrigan spara e uccide il ricco filantropo Roger Navarre mentre partecipa al funerale di una giovane donna che si è suicidata. Quindi gira la pistola su se stessa ma viene placcata da un altro partecipante prima di premere il grilletto. Dice a Bull e Benny che vuole dichiararsi colpevole e accetterà volentieri la sua punizione, inclusa la pena di morte. Dopo aver ascoltato la sua storia e aver appreso che Navarre ha molestato diverse giovani donne tra i 14 ei 16 anni, Bull e Benny alla fine decidono di presentare una dichiarazione di non colpevolezza per infermità mentale. Ottengono un esperto per testimoniare che Holly probabilmente soffriva di una forma di PTSD, portandola a reagire con l'agguato al funerale. Come strategia processuale, Bull chiede ad alcune delle vittime di Navarre di sedersi in tribuna. Queste donne si alzano durante le discussioni conclusive, ognuna confessando di aver avuto un ruolo nell'aiutare Holly a uccidere Navarre, il che porta a un errore giudiziario. Mentre ADA Conway sta contemplando un nuovo processo, Bull la convince che può farsi un nome facendo ciò che sa essere la cosa giusta. Conway tiene una conferenza stampa, dicendo che lo stato non porterà avanti un altro processo finché Holly accetterà il trattamento psichiatrico.
- Guest star: Alexa Mareka (Holly Kerrigan), Chelsea Debo (Rachel Carter), Talene Monahon (ADA Conway), Veanne Cox (giudice Graves), Douglass Everett Davis (Roger Navarre), Kayla King (donna #1), Alanna Saunders (donna #1A), Alexis Ijeoma Nwokoji (donna #2), Ana Yi Puig (donna #3), Edelen McWilliams (agente FBI Sturgeon), Diana Perez (giornalista), Dacyl Acevedo (guardia), Lynne Taylor (dottoressa Diposo), Bruce Winant (giurato #11), Chelsea Ingram (giurato #7/Jennifer Ascot), Jon Krupp (giurato #8/caporeparto).
- Ascolti Italia: telespettatori 842 000 – share 4,10%[19]

## Il ladro poeta
- Titolo originale: Under the Influence
- Diretto da: Geary McLeod
- Scritto da: Nichole Millard e Kathryn Price

### Trama
La figlia di Chunk, Anna, gli chiede di rappresentare Callum Hartwell, un quattordicenne dopo è stato accusato di furto d'auto e aggressione. Anna dice anche a suo padre che sta uscendo con il suo professore, Brooks, che ha circa dieci anni in più. A Callum, che in precedenza aveva accettato con riluttanza il crimine tramite messaggio, verrà concessa clemenza se nomina i suoi complici. Callum rifiuta, lasciando TAC con una dura battaglia al processo. Chunk diventa sospettoso del vivo interesse di Brooks per Callum e chiede a Taylor di indagare di nascosto su di lui. I suoi sospetti sembrano essere confermati quando Taylor rivela ingenti depositi sul conto bancario di Brooks. Tuttavia, Brooks scopre di avere ragioni legittime per i depositi, mentre Callum finalmente rivela i suoi co-cospiratori: la sua ragazza Vanessa e suo fratello maggiore Victor, che comandava. Nel frattempo, Taylor contatta con riluttanza la ragazza del suo ex marito, Rachel, per badare a suo figlio, dopo aver esaurito le opzioni. Finalmente inizia a instaurare con Rachel un rapporto, solo che il suo ex la bacia mentre Rachel è fuori dalla stanza.
- Guest star: Jazzy Kae (Anna), Matt Dellapina (Erik Rentzel), Ollie Robinson (Mauricio Rentzel), Kaden Alexander Hughes (Callum Hartwell), Jaime Lincoln Smith (Levi Hartwell), Hadi Tabbal (Brooks Boseman), Stacey Sargeant (ADA Barrett, Amy Hohn (giudice Volk), Danny Mastrogiorgio (Josh Shoemaker), Quentin Nguyen-Duy (uomo/Victor Phillips), Yamilah Saravong (Vanessa Phillips), Mairin Lee (agente NYPD Pearce), Galen Sho Sato (giurato #12), Chengusoyane Kargbo (giurato #13), Erin Leigh Peck (giurato #19), Amy Hayes (giurato #27), Mike Keller (Bailiff), Megan Channell (Rachel).
- Ascolti Italia: telespettatori 818 000 – share 4,10%[20]

## Recupero minori
- Titolo originale: Snatchback
- Diretto da: Martha Mitchell
- Scritto da: Sarah H. Haught

### Trama
TAC difende Hank Alston, un ex ranger dell'esercito che ora è un esperto di recupero infantile. L'ultima cliente di Hank è Heather Shaughnessy che gli ha fatto causa per frode dopo che non è riuscito a restituirle sua figlia dal padre russo che l'ha rapita e portata nel suo paese d'origine. Hank non deve solo dimostrare di aver lasciato la figlia di Heather in Russia per la sua sicurezza, ma che ha avuto successo nel recuperare altri bambini. Questo si rivela difficile perché i precedenti clienti di Hank vogliono rimanere anonimi per paura che i loro coniugi tentino un altro rapimento. Danny è in grado di rintracciare una madre i cui due figli sono stati recuperati Hank, ma non vuole testimoniare perché il suo ex marito brasiliano, Beto, è attualmente in città. TAC individua Beto e lo mette sul banco dei testimoni, dove diventa un testimone ostile e alla fine ammette che è stato Hank a portare i suoi figli via dal Brasile e a restituirli alla madre, affidataria secondo la legge. Altrove, Izzy e ADA Keihl trascinano un riluttante Benny nel mondo della campagna elettorale. Dovrà usare le maniere forti causando l'abbandono di uno degli avversari di Benny dalla competizione per diventare procuratore di New York.
- Guest star: Gino Anthony Pesi (Hank Alston), Armando Riesco (AUSA Olsen), Edward James Hyland (giudice Levy), Gillian Saker (Heather Shaughnessy), Jim Bracchitta (Tom Messina), Delaney Quinn (Irina Belov), Dani Deetté (agente FBI Camargo), Mary Theresa Archbold (Matilda Fontes), Jeremy Xido (Beto Fontes), Tatyana Zbirovskaya (Daria Ivanova), Paul Mann (padre di Irina/Yuri Belov), Eric Stoltz (Moderatore/reporter politico dai capelli rossi), Eugene Mishin (Goon), Donovan Christie, Jr. (ADA Kiehl), Liz Glazer (giurato #18), Daniel Baek (giurato #31).
- Ascolti Italia: telespettatori 686 000 – share 4,00%[20]

## Fidati di me
- Titolo originale: A Friend in Need
- Diretto da: Eric Stoltz
- Scritto da: Pamela Wechsler

### Trama
Mentre Benny sale in vantaggio nei sondaggi per diventare procuratore distrettuale, Bull viene avvicinato da David Sherman, il procuratore distrettuale che si è recentemente dimesso in mezzo a uno scandalo relativo al contributo alla campagna rispetto alle accuse respinte a seguito di un crollo di una gru che ha provocato morti. Bull accetta con riluttanza il caso per la TAC perché deve a Sherman un favore da quando lui e Benny hanno lavorato su uno dei loro primi casi. Bull chiede a Benny di fidarsi di lui, senza indicare che lo stesso Benny sarebbe interessato se rifiutasse la richiesta di Sherman. Bull, Chunk e il team cercano di sostenere che le accuse contro Sherman sono motivate politicamente, dato che il procuratore generale che ha avviato il caso si è candidato contro Sherman per un seggio aperto al Senato. TAC e Sherman sembrano destinati alla sconfitta, fino a quando Benny appare come testimone dell'ultimo minuto dopo una conversazione avuta con ADA Kiehl, l'uomo che lo ha incoraggiato a candidarsi per la posizione di procuratore. Benny dice che non solo si sta ritirando dalla gara del procuratore distrettuale, ma che Sherman dovrebbe essere riabilitato nella sua posizione. Dopo un verdetto di successo, Bull arriva a casa e trova il giudice Rand, che ha presieduto il caso, in attesa nel suo appartamento. Tuttavia, Rand è lì per sposare Bull e Izzy, davanti a Benny e al team TAC.
- Guest star: David Wilson Barnes (David Sherman), Christopher Braden (investigatore statale Jack Martel), Michelle Wilson (AAG Gina West), Donovan Christie, Jr. (ADA Ken Kiehl), Joe Grifasi (giudice Arlen Rand), Kenita R. Miller (giurato #4/Elaine Yarsborough), Chris Blisset (giurato #17/Jim Sorkin).
- Ascolti Italia: telespettatori 817 000 ‒ share 3,80%[21]